# Hikmet Gül
Hikmet Gül (bürgerlich Hikmet Denizci; * 1. März 1926 in Nevşehir; † 30. März 1991 in Istanbul) war eine türkische Schauspielerin.

## Leben und Karriere
Gül wurde am 1. März 1926 in Nevşehir geboren. Ihr Debüt gab sie 1957 in dem Film Berduş. Bekannt war sie vor allem für ihre Rollen in Filmen wie Çiçek Abbas, Kapıcılar Kralı, Çöpçüler Kralı, Birleşen Yollar, und Zehra. Gül starb am 30. März 1991 im Alter von 65 Jahren.
Ihre Tochter Nermin Denizci ist ebenfalls eine Schauspielerin.

## Filmografie (Auswahl)
- 1957: Berduş
- 1961: Mahalle Arkadaşları
- 1961: Yaman Gazeteci
- 1962: Külhan Aşkı
- 1963: Barut Fıçısı
- 1963: Dağlar Kralı
- 1963: Yavaş Gel Güzelim
- 1964: Cilalı İbo Kadın Avcısı
- 1964: Karanlıkta Uyananlar
- 1967: Aşkın Merhameti Yoktur
- 1967: Bir Dağ Masalı
- 1967: Gecekondu Peşinde
- 1974: Sayılı Kabadayılar
- 1974: Yılan Yuvası
- 1975: Halime'nin Kızları
- 1975: Macera
- 1975: Sıra Sende Yosma
- 1976: Kader Utansın
- 1977: Tatlı Kaçık
- 1982: Gözüm Gibi Sevdim
- 1982: Gülsüm Ana
- 1989: Suçlu
- 1990: Sergüzeşt / Esir Kız